# 1615
- Wikisource

| Calendário gregoriano                                                        | 1615 MDCXV                          |
| Ab urbe condita                                                              | 2368                                |
| Calendário arménio                                                           | 1064 – 1065                         |
| Calendário bahá'í                                                            | -229 – -228                         |
| Calendário budista                                                           | 2159                                |
| Calendário chinês                                                            | 4311 – 4312 Início a 29 de janeiro  |
| Calendário copta                                                             | 1331 – 1332                         |
| Calendário etíope                                                            | 1607 – 1608                         |
| Calendários hindus - Vikram Samvat - Calendário nacional indiano - Cáli Iuga | 1670 – 1671 1536 – 1537 4715 – 4716 |
| Calendário Holoceno                                                          | 11615                               |
| Calendário islâmico                                                          | 1024 – 1025                         |
| Calendário judaico                                                           | 5375 – 5376                         |
| Calendário persa                                                             | 993 – 994                           |
| Calendário rúnico                                                            | 1865                                |
| Calendário solar tailandês                                                   | 2158                                |

1615 (MDCXV, na numeração romana)  foi um ano comum do século XVII do actual Calendário Gregoriano, da Era de Cristo, e a sua letra dominical foi D (53 semanas), teve início a uma quinta-feira e terminou também a uma quinta-feira.
| Ano completo                        |
| ----------------------------------- |
| Ano comum com início à quinta-feira |

## Eventos
- Lançado em Kassel, Alemanha o livro Confessio Fraternitatis, de conteúdo místico, que revela ao mundo a Ordem Rosacruz.
- Fundada a cidade de Cabo Frio em 13 de Novembro.
- Vitória do Shogunato Tokugawa e destruição do Clã Toyotomi no Cerco de Osaka.
- Reconquista do Maranhão ao Brasil.Os portugueses expulsam definitivamente os franceses do território maranhense.

## Nascimentos
- 13 de Maio - Papa Inocêncio XII (m. 1700).
- 30 de Janeiro - Thomas Rolfe.
- D. Francisco de Sousa. 1.º marquês das Minas e herói da Restauração da Independência de Portugal (m, 1674)

## Mortes
10 de Março - S. John Ogilvie enforcado em Glasgow devido à perseguição calvinista (n. 1580).
3 de Junho - Sanada Yukimura, lendário samurai japonês, assassinado na Campanha de Verão do Cerco de Osaka (n. 1567).
4 de Junho -  Yodo-dono comete suicídio  (n.1569)  junto com seu filho, Hideyori Toyotomi (n.1593) após a derrota do clã Toyotomi em Osaka.

## Por tema
- 1615 na literatura